# Carulaspis giffardi
Carulaspis giffardi är en insektsart som först beskrevs av Tsunamitsu Adachi och David Timmins Fullaway 1953. 
Carulaspis giffardi ingår i släktet Carulaspis och familjen pansarsköldlöss. Inga underarter finns listade i Catalogue of Life.